# Parc de la Garenne (Vannes)
Pour les articles homonymes, voir Parc de la Garenne.
Le parc de la Garenne (ou jardin de la Garenne, promenade de la Garenne) est un parc public de Vannes, dans le Morbihan (France).

## Localisation
Le jardin est délimité au nord par le jardin d'agrément de la Préfecture, à l'est par la rue de Saint-Tropez, au sud par la rue Jehan-de-Bazvalan et à l'ouest la rue Francis-Decker. L'accès au parc s'effectue par les rues Francis-Decker, Jehan-de-Bazvalan et Alexandre-le-Pontois.

## Historique
Ce parc est considéré comme le plus ancien de la ville.
Le terrain du parc devient au XIIe siècle la propriété de l'abbaye Saint-Gildas de Rhuys, qui en dote le prieuré Saint-Guen. À la faveur d'un échange de terrain, il devient, dans les années 1380, la propriété du duc Jean IV. Après l'union de la Bretagne à la France, il devient la propriété des rois de France, qui en laissent alors l'usage aux capitaines et gouverneurs de la cité. Après avoir cédé, en 1569 une portion à l'hôpital Saint-Nicolas, puis en 1635 les terrains du nord (aujourd'hui occupés par l'hôtel de Préfecture et ses jardins) aux Dominicains pour y établir un couvent, seules le haut de la Garenne et ses pentes vers la ville demeurent au domaine royal.
Après la révolte du papier timbré, le Parlement de Bretagne est transféré à Vannes en 1674. Les parlementaires et leurs suites réclament alors des lieux de promenade aménagés. Henri Daviers propose de créer une promenade sur les terres de la Garenne le 15 juillet 1678, proposition entérinée le 9 septembre 1678 par le duc de Chaulnes, gouverneur de Bretagne. Les travaux sont toutefois suspendus l'année suivante, sur ordre du duc le 16 octobre 1679, pour affecter les sommes nécessaires à la construction d'une écluse sur le port de Vannes. Relancé en 1698 par le comte de Lannion, gouverneur de la ville, le projet est de nouveau abandonné faute de moyens après quelques travaux (aplanissement du sommet et quelques plantations).
Les travaux d'aménagement reprennent sérieusement au milieu du XVIIIe siècle. Les murs de clôture et escalier monumentaux occidentaux sont élevés en 1749. En 1752, les travaux s'accélèrent : à la suite d'une sévère disette, la communauté décide d'employer les nécessiteux à l'aménagement de la Garenne, selon les nouveaux plans de l'architecte Tanguy. Les travaux ainsi assurés se terminent le 3 décembre 1753.
Condamnés les jours précédents à Auray, certains des chefs du débarquement de Quiberon sont passés par les armes dans le parc le 28 juillet 1795. Figurent notamment parmi eux Urbain-René de Hercé, évêque de Dol, et Charles de Sombreuil.
Le monument aux morts, œuvre du sculpteur Ladmiral, est inauguré au centre du parc en 1923.
Les jardins de la Garenne, comprenant la parcelle 904 section K, sont un site naturel classé depuis le 22 juin 1943.

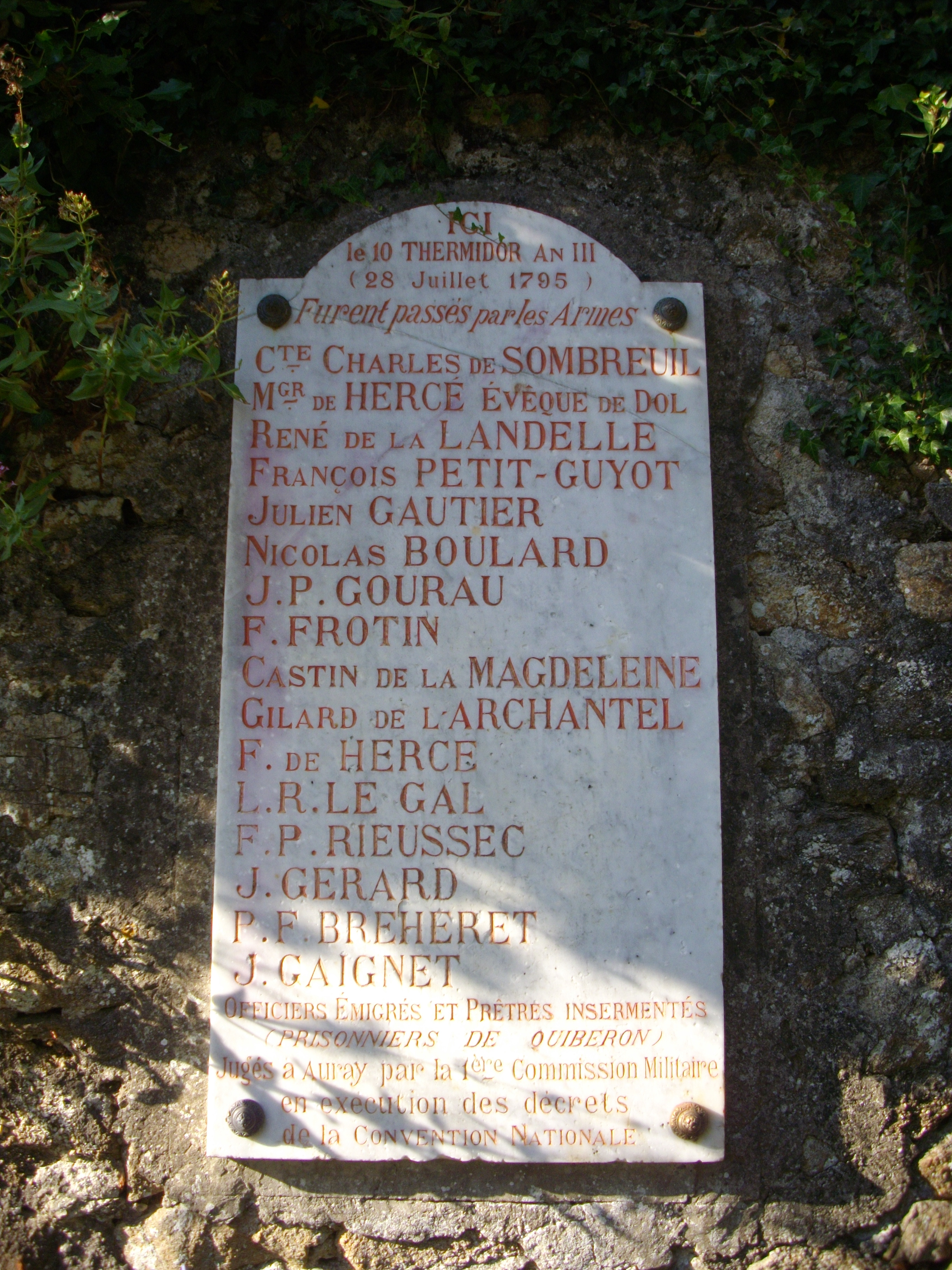
Plaque des fusillés de 1795.
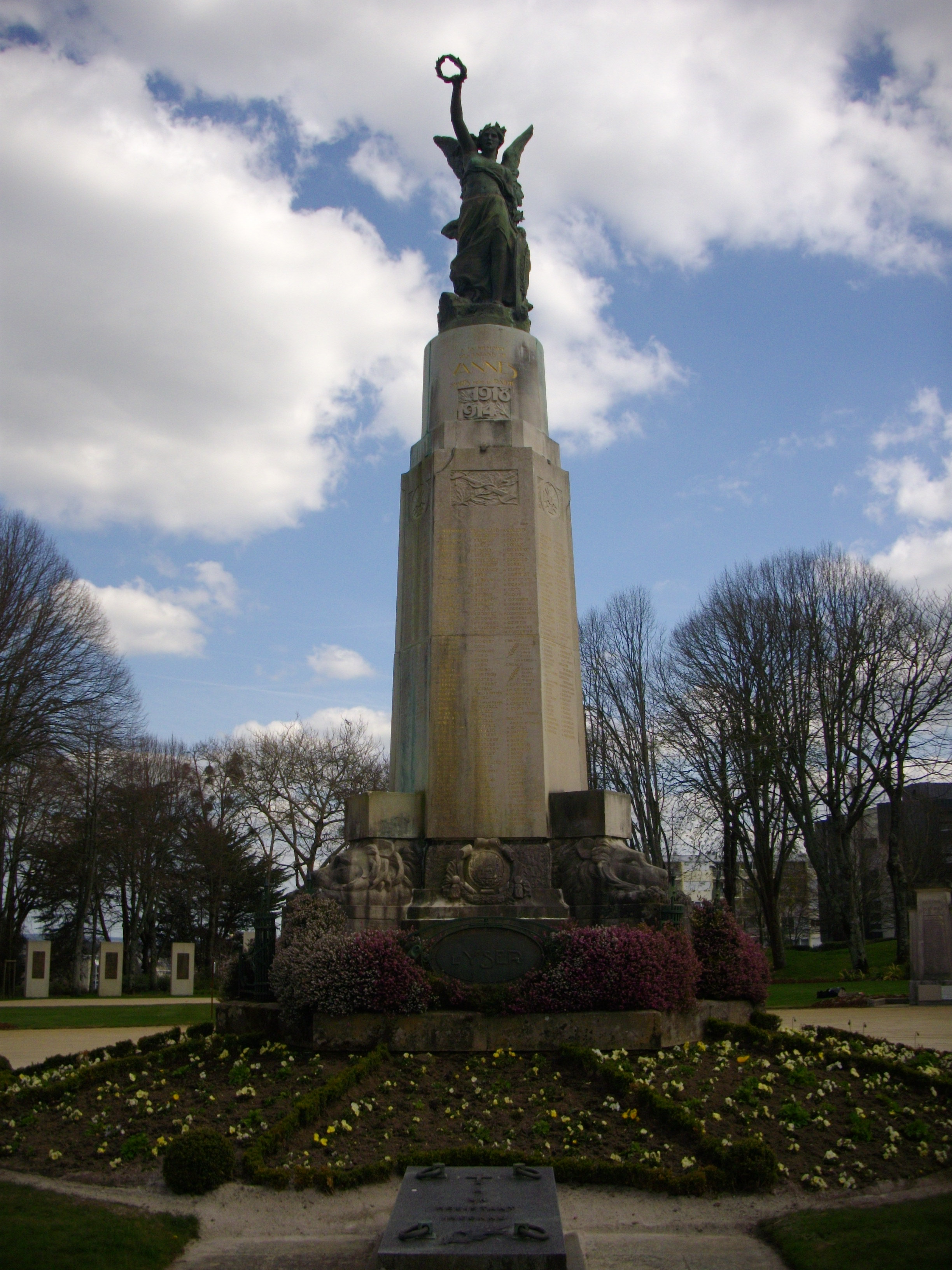
Le monument aux morts.

## Configuration
Le jardin s'étend sur une superficie d'environ 27 000 m2. Il est marqué par un fort dénivelé d'une vingtaine de mètres entre sa partie la plus basse à l'ouest et sa partie la plus élevée au centre du plateau.
La partie occidentale se présente comme un succession de terrasses parcourue d'allées et plantée de grands alignements d'arbres. La partie orientale, correspondant au plateau, est aménagée comme une grande place d'Armes circulaire, ceinte de parterres de fleurs
Deux aires de jeux y sont aménagées.
Au centre du parc, se dresse le monument aux morts de la ville. Il est composé d'une grande colonne surmontée d'une victoire ailée. Quatre têtes de lions en flanquent les coins. La tombe d'un résistant anonyme est creusée au pied de cette colonne en 1945 et quatre stèles portant les noms des victimes de la Seconde Guerre mondiale y sont inaugurées en 1947.